# فيرجينيا هنتر
فيرجينيا هنتر (بالإنجليزية: Virginia Hunter)‏ هي ممثلة أمريكية، ولدت في 20 فبراير 1920 بسبرينغفيلد في الولايات المتحدة، وتوفيت في 23 مارس 2012.

## وصلات خارجية
- فيرجينيا هنتر على موقع IMDb (الإنجليزية)
- فيرجينيا هنتر على موقع قاعدة بيانات الفيلم (الإنجليزية)